# 1,8-Octandiol
1,8-Octandiol ist eine chemische Verbindung aus der Gruppe der Alkandiole.

## Eigenschaften
1,8-Octandiol ist ein brennbarer hygroskopischer weißer Feststoff mit charakteristischem Geruch, der schwer löslich in Wasser ist.